# Schlacht bei Liegnitz (1634)
Die Schlacht bei Liegnitz fand am 13. Mai 1634 im Rahmen des Dreißigjährigen Krieges statt.
In der Nacht zum 13. Mai war die kursächsische Armee unter General von Arnim aufgebrochen, um sich der kaiserlichen Armee unter Colloredo zu stellen. Dieser hatte seine Armee bei Liegnitz aufgestellt.
Sobald die Kaiserlichen die Vorhut des Sachsen bemerkten, rückte ihre Kavallerie aus, um die Sachsen anzugreifen, da aber die Avantgarde der Sachsen unmittelbar folgte, zog sie sich wieder zurück, und es entspannte sich ein Artillerieduell. Das ermöglichte es von Arnim, seine Truppen in Schlachtordnung aufzustellen. Die Kanonen verursachten doch einige Verluste, und so beschloss von Arnim, mit 300 Mann Kavallerie und Infanterie anzugreifen. Während die Kavallerie attackierte, rückte die Infanterie nach, und es entwickelte sich ein blutiges Feuergefecht.
Durch die Angriffe des Obersten Pforte von der Seite und des Generals von Vitzthum im Zentrum geriet die kaiserliche Front ins Wanken und begann in Richtung Liegnitz zu fliehen. Ein Gegenangriff der kompletten kaiserlichen Reiterei auf den rechten Flügel konnte die Sachsen aber bis auf das zweite Treffen zurückschlagen. Von Armin konnte durch einen Flankenangriff auf die kaiserliche Reiterei genügend Zeit gewinnen, seine Truppen wieder zu sammeln und erneut anzugreifen.
Nach drei Stunden Kampf verließen die Kaiserlichen das Schlachtfeld.